# João Vale de Almeida

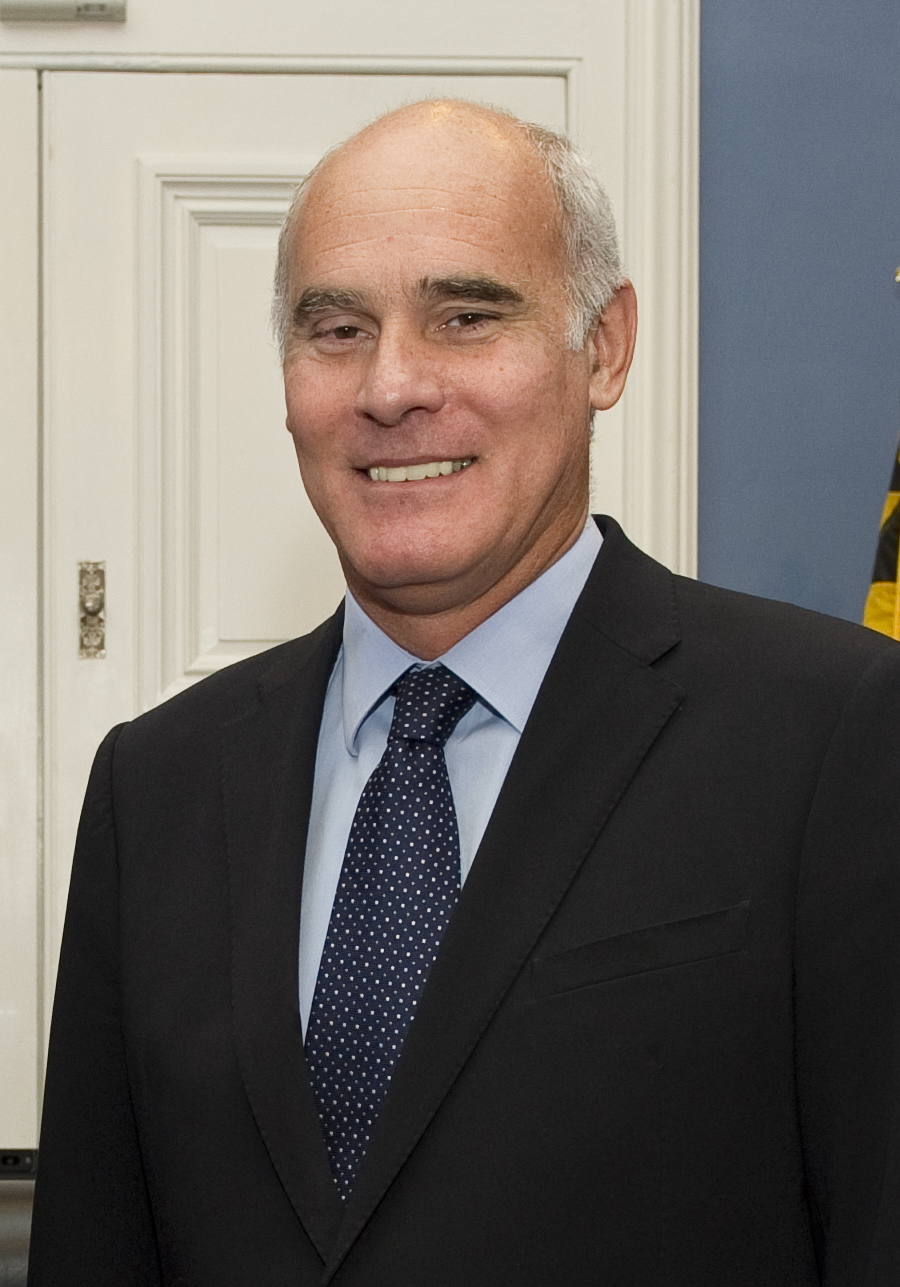
João Vale de Almeida (2011)

João Vale de Almeida (* 29. Januar 1957 in Lissabon) ist ein portugiesischer Diplomat.
Von 2010 bis 2014 war er EU-Delegationsleiter in den USA. Sein Vorgänger als Leiter der Delegation der Europäischen Union war der ehemalige irische Ministerpräsident John Bruton. Sein Nachfolger ist der Ire David O’Sullivan.
Von November 2015 bis Ende 2019 war Vale de Almeida Leiter der Delegation der Europäischen Union bei den Vereinten Nationen. Seit Anfang 2020 ist er der erste Delegationsleiter der Europäischen Union im Vereinigten Königreich.

## Ehrungen
- 2011: Großkreuz des Ordens des Infanten Dom Henrique